# Kafr 'Aqab
Kafr 'Aqab, en arabe : كفر عقب, est une municipalité du gouvernorat de Jérusalem en Palestine. Elle est située le plus au nord de Jérusalem-Est. Cette localité est considérée comme un quartier de Jérusalem.
Elle fait partie de la zone annexée et incluse dans la municipalité de Jérusalem après son occupation par Israël, en 1967. Cette zone comprend environ 64 km2 supplémentaires de Cisjordanie, y compris le territoire qui comprenait auparavant 28 villages et des zones des municipalités de Bethléem et de Beit Jala,.
Bien que la loi de Jérusalem n'ait pas utilisé le terme, la Cour suprême israélienne a interprété la loi comme une annexion effective de Jérusalem-Est. Le Conseil de sécurité des Nations unies a condamné la tentative de changement de statut de Jérusalem et a déclaré la loi « nulle et non avenue » dans la résolution 478 du Conseil de sécurité des Nations unies.
À cause de la barrière de séparation qui coupe effectivement la municipalité du reste de Jérusalem, alors qu'aucune barrière de ce type n'existe entre ce quartier et Ramallah et Al-Bireh, Kafr 'Aqab fait pratiquement partie de la zone métropolitaine de Ramallah.
Selon le recensement du bureau central palestinien des statistiques, la localité compte une population de 24 724 habitants en 2017.